# اندیس کوشاسی
کوشاسی یک اندیس فلزی است که در حوالی شهر ریز آب استان یزد قرار دارد و مادهٔ معدنی موجود در آن، مس است.  